# Alessandro Vaccaneo
Alessandro Vaccaneo (Garlasco, 14 luglio 1883 – Kuźnica Żelichowska, 28 gennaio 1945) è stato un generale italiano, veterano della prima guerra mondiale. Durante il corso della seconda guerra mondiale ricoprì svariati incarichi nel settore automobilistico del Regio Esercito. Catturato dai tedeschi in Grecia dopo la firma dell'armistizio dell'8 settembre 1943, fu trasferito nell'Offizierlager 64/Z di Schokken, fu successivamente trucidato dai nazisti a Schelkowhammer, in Polonia, durante una marcia della morte. Il suo assassinio avvenne dopo l'evacuazione del campo di concentramento nel quale era stato deportato assieme ad altri duecento ufficiali generali italiani fatti imprigionare dal Reich nazista. Una via gli è stata intitolata nella città di Garlasco.

## Biografia
Noto anche come Sandro, nacque a Garlasco, in provincia di Pavia, il 14 luglio 1883, figlio di Ruperto, avvocato impiegato al ministero del tesoro e Maria Magnaghi, casalinga. Avviato alla carriera militare, si arruolò nel Regio Esercito iniziando a frequentare la Regia Accademia Militare di Fanteria e Cavalleria di Modena, uscendone il 7 settembre 1903 con il grado di sottotenente assegnato all'arma di cavalleria in forza al Reggimento "Cavalleggeri di Piacenza". Promosso tenente, passò in servizio al 22º Reggimento "Cavalleggeri di Catania" il 10 settembre 1908. Dal 16 marzo 1911 si trasferì al 16º Reggimento "Cavalleggeri di Lucca", divenendo anche ufficiale d'ordinanza del generale Roberto Brusati, comandante del I Corpo d'armata.
Promosso capitano il 31 marzo 1915 fu trasferito al 24º Reggimento "Cavalleggeri di Vicenza" con cui prese parte alla prima guerra mondiale, rimanendo ferito nelle battaglie sul Carso. Finita la guerra nel 1919 rimase per sei mesi in aspettativa per infermità provenienti da cause di servizio ove rimase sino all'ottenimento del grado di generale di brigata il 1 gennaio 1937. e, effettivo al 16º Reggimento "Cavalleggeri di Lucca a Padova, fu poi assegnato al 19º Reggimento "Cavalleggeri Guide" ed infine, dal 24 ottobre 1920 al corpo automobilistico militare, prima al centro di Verona poi alla direzione centrale di Torino.
Divenuto maggiore in forza al 12º Reggimento "Cavalleggeri di Saluzzo" fu collocato fuori quadro e trasferito al 2º Raggruppamento trasporti dal 10 febbraio 1924, divenendo anche giudice effettivo al Tribunale militare territoriale di Milano, ente in cui rimase anche dopo la promozione al grado di tenente colonnello. Trasferito il 1º novembre 1926 al 3° Centro automobilistico, cessò la posizione di fuori quadro.
Dal 22 maggio 1927 ritornò al 14º Reggimento "Cavalleggeri di Alessandria", e dal 1º gennaio 1933, passato per breve tempo al 5º Reggimento "Lancieri di Novara", transitò in posizione ausiliaria presso la 1ª Divisione militare di Torino. Passò quindi in servizio al comando della Zona militare di Torino per poi esser collocato in congedo a partire dal 10 maggio 1937.
Divenuto colonnello il 4 giugno 1934, e transitato definitivamente al corpo automobilistico alla vigilia della seconda guerra mondiale (1º gennaio 1940) permase a Torino, quale ispettore di zona per il Piemonte, anche quando fu promosso generale di brigata della riserva il 1º gennaio 1942.
Dal 10 gennaio del 1943 gli venne affidato l'incarico di direttore, facente funzioni, automobilistico dell'intendenza del comando superiore FF AA della Grecia (11ª Armata) in Grecia, con Quartier generale ad Atene. Qui dopo la promulgazione dell'armistizio dell'8 settembre 1943, venne catturato dai tedeschi il 16 dello stesso mese e tradotto in Polonia presso il Offizierlager 64/Z di Schokken, zweiglager (sottocampo) di Altburgund nella XXI Regione militare (a fine 1944 risulteranno rinchiusi in tale campo duecentosessantasei militari italiani, di cui centosettantasette generali).

## La marcia della morte
Quando a metà del gennaio 1945 l'Armata rossa sovietica era ormai sulla Vistola, i comando nazisti decisero l'evacuazione del campo con trasferimento degli internati a Luckenwalde, località a sud di Berlino. Iniziava così una delle tante marce della morte, con la colonna dei generali che venne divisa in più tronconi. Assieme ad altri sedici compagni di prigionia si fermò con alcuni di essi, durante il cammino, in una taverna alla ricerca di cibo: vennero notati da un sottufficiale della Luftwaffe e denunciati alle SS.
Fu a Kuźnica Żelichowska, il 28 gennaio, prima che la marcia potesse riprendere, che sotto gli occhi di donne polacche e deportati atterriti avvenne la carneficina per coloro che non erano in grado di camminare. Il primo a cadere sotto il fuoco nazista fu il generale di corpo d'armata Carlo Spatocco; poi venne la volta del generale Emanuele Balbo Bertone; quindi toccò ad Alberto Trionfi essere ucciso, e dopo di lui ai generali Alessandro Vaccaneo, Giuseppe Andreoli e Ugo Ferrero.

### Fonti
1. 1 2 3 4  Generals.
2. ↑   Bollettino ufficiale delle nomine, promozioni e destinazioni negli ufficiali e sottufficiali del R. esercito italiano e nel personale dell'amministrazione militare, 1911,  p. 178. URL consultato il 23 settembre 2019.
3. ↑   Bollettino ufficiale delle nomine, promozioni e destinazioni negli ufficiali e sottufficiali del R. esercito italiano e nel personale dell'amministrazione militare, 1913,  p. 395. URL consultato il 23 settembre 2019.
4. ↑   Bollettino ufficiale delle nomine, promozioni e destinazioni negli ufficiali e sottufficiali del R. esercito italiano e nel personale dell'amministrazione militare, 1919,  p. 4094. URL consultato il 23 settembre 2019.
5. ↑   Bollettino ufficiale delle nomine, promozioni e destinazioni negli ufficiali e sottufficiali del R. esercito italiano e nel personale dell'amministrazione militare, 1920,  p. 1950. URL consultato il 23 settembre 2019.
6. 1 2 3  Frigerio 2008, p. 246.
7. 1 2 3  Frigerio 2008, p. 247.
8. ↑   Bollettino ufficiale delle nomine, promozioni e destinazioni negli ufficiali e sottufficiali del R. esercito italiano e nel personale dell'amministrazione militare, 1923,  p. 2075. URL consultato il 23 settembre 2019.
9. ↑  Gazzetta Ufficiale del Regno d'Italia n.216 del 17 aprile 1936 pag.2868.